# Manilio (nome)
Manilio  è un nome proprio di persona italiano maschile. 

## Varianti
- Femminili: Manilia[1][2]

## Origine e diffusione
Riprende un antico gentilizio latino, Manilius; secondo alcune fonti, si tratta di un derivato del nome Manius (come patronimico o come alterazione). Altre lo riconducono invece al culto dei Manes, gli spiriti dei defunti nella religione romana.
Portato da diversi personaggi della storia romana, è stato ripescato in epoca rinascimentale; è attestato prevalentemente in Italia centrale e settentrionale (specie in Lombardia per il femminile), ma gode comunque di scarsa diffusione. 

## Onomastico
L'onomastico si può festeggiare il 28 aprile in memoria di san Manilio, martire in Numidia con i santi Donato, Maurilio, Luciano, Vittorino e Nicia.

## Persone
- Manilio Rusticiano, politico romano, attivo tra la fine del III e l'inizio del IV secolo.
- Marco Manilio, autore romano del I secolo d.C.
- Manio Manilio Nepote, giurista romano del II secolo a.C.
- Gaio Manilio, tribuno romano del I secolo